# باول إي. أدولف
باول إي. أدولف (بالإنجليزية: Paul E. Adolph)‏ هو طبيب أمريكي، ولد في 4 أغسطس 1901، وتوفي في 17 يونيو 1972.